# 渡邉聡
渡邉 聡（わたなべ さとし、1958年8月 - ）は、日本の心理学者（社会心理学・社会学）。学位は社会学修士（東京大学・1985年）。静岡県立大学国際関係学部副学部長・大学院国際関係学研究科教授、一般財団法人静岡県サッカー協会女子委員会委員。新字体で渡辺 聡（わたなべ さとし）とも表記される。
静岡県立大学国際関係学部助教授、静岡県大学女子サッカー連盟副委員長、全日本大学女子サッカー連盟監事などを歴任した。

## 来歴

### 生い立ち
1958年に生まれた。東京大学に進学し、文学部の社会心理学科に在籍し、心理学を学んだ。1982年、東京大学を卒業した。そのまま東京大学の大学院に進み、社会学研究科の社会心理学を専攻、1985年、東京大学大学院の修士課程を修了した。さらに、1990年には、博士課程を満期修了退学した。

### 研究者として
静岡県立大学に採用され、1991年より国際関係学部の助手として勤務した。静岡県立大学は、静岡薬科大学、静岡女子大学、静岡女子短期大学の統合により1987年に設置されており、当時は新設されたばかりの真新しい大学であった。1994年には、静岡県立大学の国際関係学部にて講師に昇任した。さらに、1997年には、同じく静岡県立大学の国際関係学部にて助教授に昇任した。
2002年、静岡県立大学の国際関係学部にて教授に昇任し、現在も国際関係学部の国際関係学科にて教授を務めている。また、静岡県立大学の大学院では、国際関係学研究科の国際関係学専攻にて、教授を兼任している。

## 研究
研究の中心は心理学であり、特に社会心理学などの領域を専門としている。また、社会学などに関連する領域も、専門としている。具体的には、グローバリゼーションの進展と大衆文化との関連を、研究テーマの一つとして掲げている。そのほかにも、ステレオタイプや偏見といった分野についても、考察を行っている。

## 人物
勤務先である静岡県立大学が立地する静岡県では、蹴球が広く行われている。渡邉自身も、スポーツの中では、特に蹴球へのかかわりが深い。静岡県サッカー協会では女子委員会の委員に就任しており、女子サッカーの普及に尽力している。また、静岡県大学女子サッカー連盟では副委員長に就き、さらに、全日本大学女子サッカー連盟では監事に就くなど、特に大学女子サッカーの分野では広く活躍している。

## 略歴
- 1958年8月 - 誕生。
- 1982年3月 - 東京大学文学部卒業。
- 1985年3月 - 東京大学大学院社会学研究科修士課程修了。
- 1990年3月 - 東京大学大学院社会学研究科博士課程満期修了退学。
- 1991年4月 - 静岡県立大学国際関係学部助手。
- 1994年6月 - 静岡県立大学国際関係学部講師。
- 1997年4月 - 静岡県立大学国際関係学部助教授。
- 2002年4月 - 静岡県立大学国際関係学部教授。

## 著作
クレジット表記は、本名の「渡邉聡」と表記されることが多いが、新字体の「渡辺聡」と表記されることもある。

### 共著
- 石井健一編著、渡辺聡・小針進著『東アジアの日本大衆文化』蒼蒼社、2001年。ISBN 9784883600212
- 小針進編『日本、韓国における社会・文化の相互影響の調査研究』小針進、2002年。NCID BA59009600

### 寄稿
- 渡邉聡稿「偏見の認知的機制について――社会的認知に関する実験研究から」静岡県立大学国際関係学部編『ゆらぎの中の家族と民族』北樹出版、1993年、167-198頁。
- 渡邉聡稿「偏見はなぜ消えにくいのか?――認知心理学の実験研究から」静岡県立大学国際関係学部編『「世界の中の日本」への課題』北樹出版、1994年、47-80頁。
- 渡邉聡稿「若い世代の就労に関する意識」静岡ワークライフ研究所編『しずおかの労働と経済――静岡県内版労働白書』静岡ワークライフ研究所、2001年、333-365頁。NCID BA57584200
- 小針進・渡邉聡共同執筆「韓国の大学生は、こう考えている」『中央公論』121巻3号、中央公論新社、2006年3月、90-104頁。ISSN 0529-6838
- 渡邉聡稿「韓国大衆文化の受容」小倉紀蔵・小針進編『韓流ハンドブック』新書館、2007年、82-86頁。ISBN 9784403250903